# Liste der höchsten Bauwerke in London

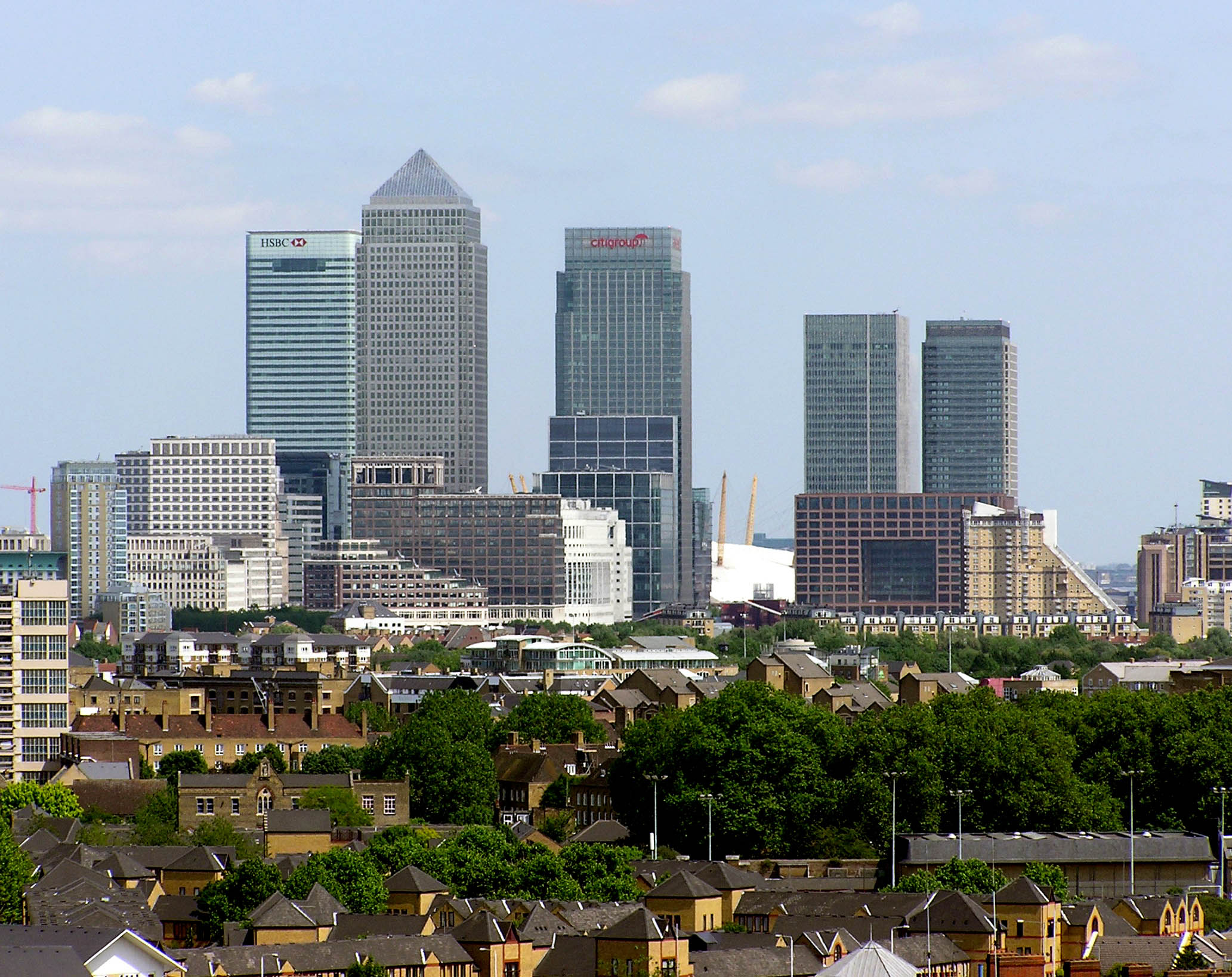
Canary Wharf mit HSBC Tower, One Canada Square und Citigroup Centre

The Shard

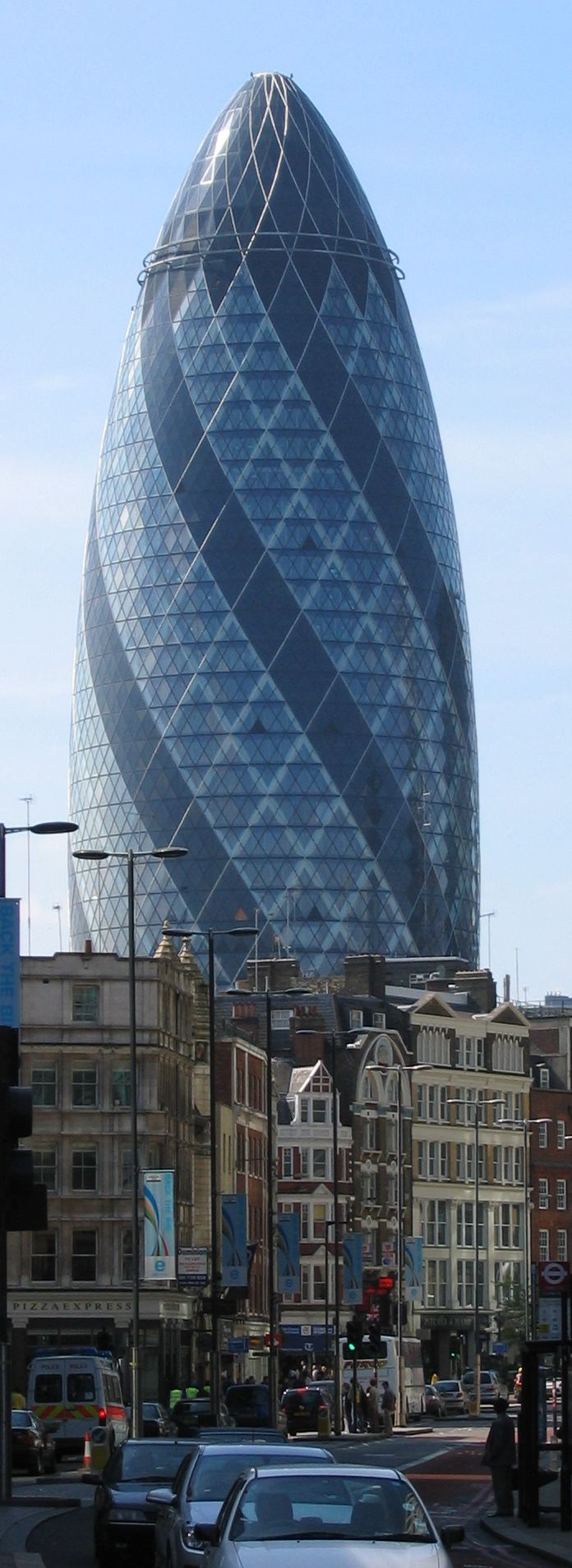
30 St Mary Axe

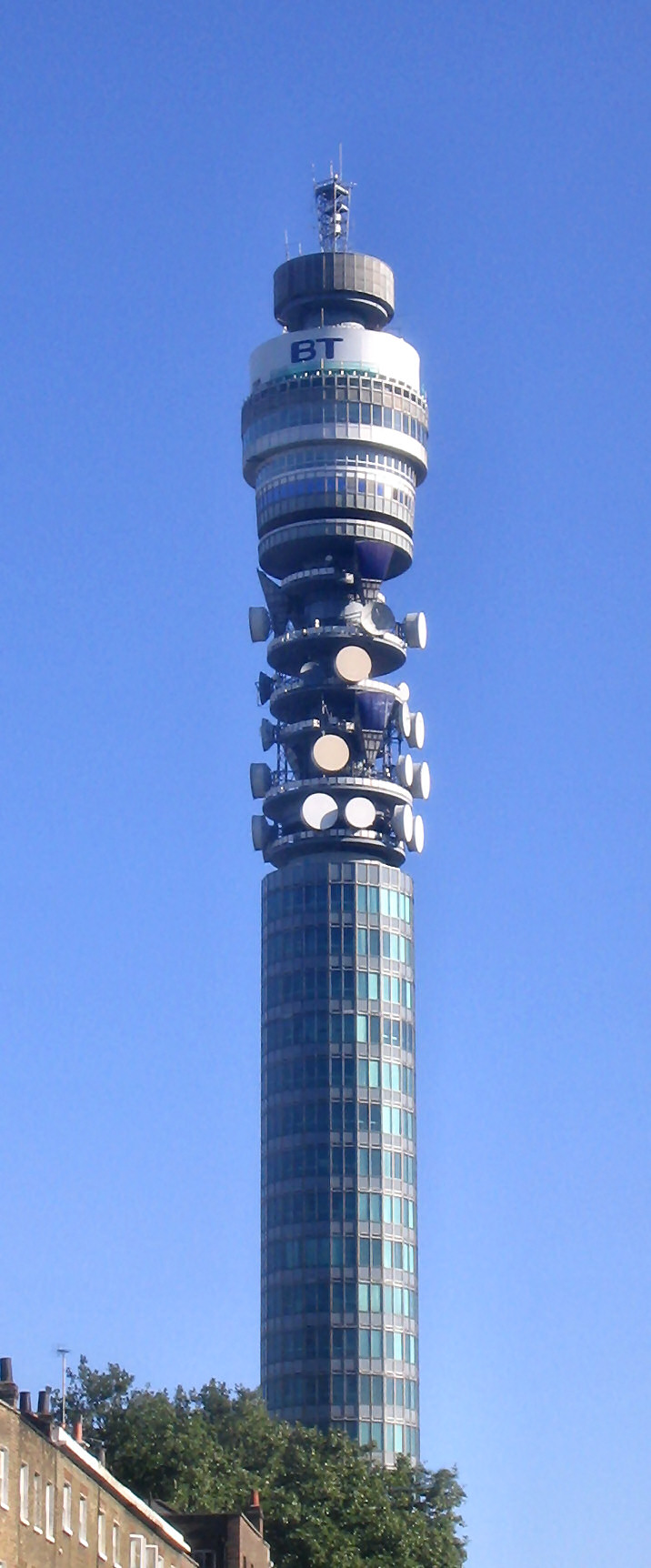
BT Tower

In London durften Gebäude bis zu Beginn der 1960er Jahre in der Regel nicht höher als 100 Fuß (30,5 Meter) sein, wobei jedoch einige Ausnahmen gemacht wurden. Diese Beschränkung wurde eingeführt, damit die Feuerwehr jedes Stockwerk eines Gebäudes mit einer Leiter erreichen konnte. Die Aufhebung dieser baulichen Einschränkungen führte während der 1960er Jahre zur Errichtung zahlreicher hoher Gebäude; das bekannteste Beispiel aus dieser Zeit ist der BT Tower mit 189 Metern.
Der erste Wolkenkratzer Londons war der 183 Meter hohe NatWest Tower (heute Tower 42 genannt), der 1979 fertiggestellt wurde. 1991 folgte das 235 Meter hohe Gebäude One Canada Square, das Herzstück des Stadtentwicklungsgebiets Canary Wharf. Um die Jahrtausendwende folgten weitere markante Wolkenkratzer, welche die Skyline nachhaltig prägen, darunter HSBC Tower, Citigroup Centre und 30 St Mary Axe.
London erlebt im Bereich der Wolkenkratzer einen Bauboom: Im Juli 2012 wurde mit dem 306 Meter hohen The Shard das bis dato höchste Gebäude Europas fertiggestellt. In einzelnen Stadtteilen ist die Höhe von Gebäuden weiterhin begrenzt, da die direkte Sicht auf gewisse markante Bauten wie z. B. die St Paul’s Cathedral vom Richmond Park, dem Hampstead Heath und der Waterloo Bridge aus uneingeschränkt möglich sein muss.

### Vergleich bekannter Londoner Bauwerke

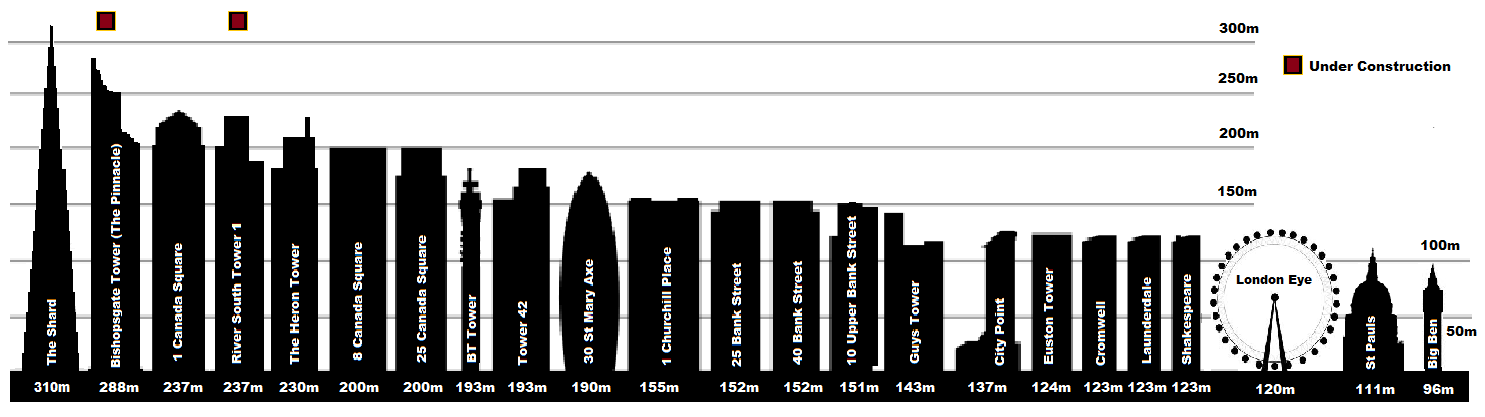
Die höchsten Gebäude Londons im Vergleich (Februar 2012)

## Gebäude mit über 100 Meter Höhe

### Wolkenkratzer (über 150 Meter Höhe)
| Nr. | Name                  | Höhe (m) | Höhe (m) | Etagen | Eröffnung |
| Nr. | Name                  | Dach     | Antenne  | Etagen | Eröffnung |
| --- | --------------------- | -------- | -------- | ------ | --------- |
| 01  | The Shard             | 305      | 310      | 71     | 2013      |
| 02  | 22 Bishopsgate        | 278      |          | 62     | 2020      |
| 03  | One Canada Square     | 235      |          | 50     | 1991      |
| 04  | Landmark Pinnacle     | 233      |          | 77     | 2020      |
| 05  | Heron Tower           | 230      |          | 47     | 2011      |
| 06  | Leadenhall Building   | 225      |          | 48     | 2013      |
| 07  | Newfoundland          | 219      |          | 58     | 2021      |
| 08  | South Quay Plaza 1    | 214      |          | 68     | 2021      |
| 09  | One Park Drive        | 205      |          | 58     | 2021      |
| 10  | 8 Bishopsgate         | 204      |          | 51     | 2023      |
| 11  | Citigroup Centre      | 200      |          | 45     | 2001      |
| 11  | HSBC Tower            | 200      |          | 45     | 2002      |
| 13  | One Nine Elms         | 199      |          | 58     | 2023      |
| 14  | Harcourt Gardens      | 192      |          | 56     | 2025      |
| 15  | The Scalpel           | 190      |          | 38     | 2018      |
| 16  | Wardian East Tower    | 187      |          | 55     | 2020      |
| 17  | The Madison           | 184      |          | 53     | 2020      |
| 17  | West 54               | 184      |          | 54     | 2021      |
| 19  | Tower 42              | 183      |          | 43     | 1980      |
| 20  | St George Wharf Tower | 181      |          | 49     | 2014      |
| 21  | 30 St Mary Axe        | 180      |          | 41     | 2003      |
| 22  | No.8 One Thames City  | 177      |          | 54     | 2021      |
| 23  | 100 Bishopsgate       | 172      |          | 40     | 2019      |
| 24  | DAMAC Tower Nine Elms | 170      |          | 50     | 2022      |
| 25  | Wardian West Tower    | 168      |          | 50     | 2020      |
| 26  | One Blackfriars       | 165      |          | 52     | 2018      |
| 27  | Principal Tower       | 163      |          | 51     | 2018      |
| 28  | Broadgate Tower       | 161      |          | 35     | 2007      |
| 28  | River Tower           | 161      |          | 43     | 2023      |
| 30  | 20 Fenchurch Street   | 160      |          | 38     | 2013      |
| 31  | One Churchill Place   | 156      |          | 32     | 2004      |
| 32  | 40 Leadenhall Street  | 155      |          | 35     | 2022      |
| 33  | 25 Bank Street        | 153      |          | 33     | 2002      |
| 33  | 40 Bank Street        | 153      |          | 33     | 2003      |
| 35  | 10 Upper Bank Street  | 151      |          | 32     | 2003      |
| 36  | Southbank Tower       | 151      |          | 41     | 2015      |
| 37  | 10 Park Drive         | 150      |          | 43     | 2019      |
| 38  | 250 City Road         | 150      |          | 42     | 2017      |

### Hochhäuser (100 bis 149 Meter Höhe)
| Nr. | Name                      | Höhe (m) | Höhe (m) | Etagen | Eröffnung |
| Nr. | Name                      | Dach     | Antenne  | Etagen | Eröffnung |
| --- | ------------------------- | -------- | -------- | ------ | --------- |
| 17  | Strata SE1                | 148      |          | 43     | 2010      |
| 18  | Pan Peninsula East Tower  | 147      |          | 48     | 2009      |
| 19  | Guy’s Hospital            | 143      |          | 34     | 1974      |
| 20  | 150 Stratford High Street | 133      |          | 41     | 2013      |
| 21  | CityPoint                 | 127      |          | 36     | 1967      |
| 22  | Willis Building           | 125      |          | 26     | 2008      |
| 23  | Euston Tower              | 124      |          | 36     | 1970      |
| 24  | Lauderdale Tower          | 123      |          | 43     | 1974      |
| 25  | Shakespeare Tower         | 123      |          | 43     | 1976      |
| 26  | Cromwell Tower            | 123      |          | 42     | 1973      |
| 27  | Pan Peninsula West Tower  | 122      |          | 38     | 2009      |
| 28  | Millbank Tower            | 118      |          | 32     | 1963      |
| 29  | Aviva Tower               | 118      |          | 28     | 1969      |
| 30  | Centre Point              | 117      |          | 35     | 1967      |
| 31  | Empress State Building    | 117      |          | 31     | 1961      |
| 32  | Milton Court The Heron    | 112      |          | 35     | 2012      |
| 33  | King's Reach Tower        | 111      |          | 30     | 1978      |
| 34  | 1 West India Quay         | 111      |          | 34     | 2004      |
| 35  | Shell Tower               | 107      |          | 26     | 1961      |
| 36  | 33 Canada Square          | 105      |          | 18     | 1999      |
| 37  | 99 Bishopsgate            | 104      |          | 26     | 1976      |
| 38  | Ontario Tower             | 104      |          | 29     | 2007      |
| 39  | Portland House            | 101      |          | 29     | 1963      |
| 40  | The London Hilton         | 101      |          | 29     | 1963      |
| 41  | Southwark Towers          | 100      |          | 25     | 1976      |
| 42  | Draper's Gardens          | 100      |          | 30     | 1967      |
| 43  | Stock Exchange Tower      | 100      |          | 26     | 1970      |

### Andere Bauwerke (über 100 Meter Höhe)
| Name                                      | Höhe (m) | gebaut |
| ----------------------------------------- | -------- | ------ |
| 1. Crystal Palace Transmitter             | 222      | 1950   |
| 2. BT Tower (früher Post Office Tower)    | 189      | 1965   |
| 3. Croydon Transmitter                    | 153      | 1962   |
| 4. London Eye                             | 135      | 1999   |
| 5. Wembley-Stadion                        | 133      | 2006   |
| 6. St Paul’s Cathedral                    | 112      | 1710   |
| 7. Victoria Tower (Palace of Westminster) | 102      | 1858   |

### Gebäude in Planung

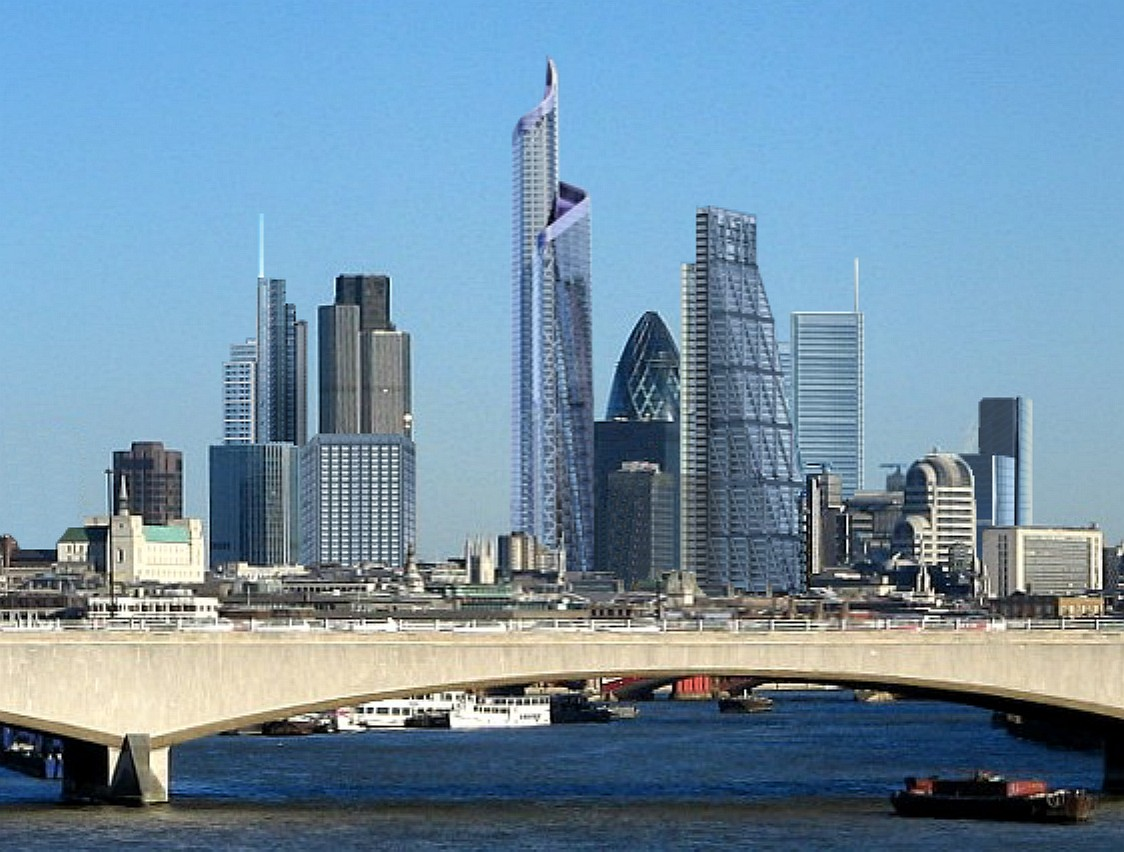
Finanzviertel mit The Pinnacle (Modell)

| Name                        | Höhe (m) | Höhe (m) | Etagen | Bau       |
| Name                        | Dach     | Antenne  | Etagen | Bau       |
| --------------------------- | -------- | -------- | ------ | --------- |
| Riverside South Tower 1     | 291      |          | 45     | gestoppt  |
| Columbus Tower              | 237      |          | 65     | genehmigt |
| North Quay Tower 1          | 221      |          | 40     | genehmigt |
| Heron Quays West Tower 1    | 214      |          | 40     | genehmigt |
| North Quay Tower 3          | 209      |          | 38     | genehmigt |
| City Pride                  | 209      |          | 61     | genehmigt |
| Wood Wharf W07B             | 206      |          | 51     | genehmigt |
| One Park Place              | 197      |          | 45     | genehmigt |
| Wood Wharf W06              | 187      |          | 45     | genehmigt |
| Riverside South Tower 2     | 186      |          | 37     | gestoppt  |
| Wood Wharf W02              | 182      |          | 40     | genehmigt |
| 100 Bishopsgate             | 172      |          | 40     | genehmigt |
| Cherry Orchard Road Tower   | 171      |          | 53     | genehmigt |
| 1 Blackfriars Beetham Tower | 163      |          | 49     | genehmigt |
| Heron Quays West Tower 2    | 156      |          | 29     | genehmigt |
| North Quay Tower 2          | 120      |          | 18     | genehmigt |
| Arrowhead Quay              | 114      |          | 26     | gestoppt  |

## Weitere bekannte hohe Bauwerke und Gebäude (unter 100 Meter Höhe)
| Name                                    | Höhe (m) | gebaut |
| --------------------------------------- | -------- | ------ |
| Trellick Tower                          | 098      | 1972   |
| Elizabeth Tower (Palace of Westminster) | 096      | 1859   |
| Lloyd’s Building                        | 095      | 1986   |
| Millennium Dome                         | 095      | 1999   |
| Balfron Tower                           | 084      | 1967   |
| Bahnhof St Pancras                      | 082      | 1868   |
| The London Ark                          | 076      | 1992   |
| OXO Tower                               | 067      | 1900   |
| Old Bailey                              | 067      | 1907   |